# Partido judicial de Moguer
El partido judicial de Moguer es el partido judicial número 6 de la provincia de Huelva, creado por el Real Decreto en 1983. Es uno de los 431 partidos judiciales en los que se divide España, uno de los 85 Partidos judiciales de Andalucía y el número 6 de los partidos en los que se divide la provincia de Huelva. La cabeza de partido y por tanto sede de las instituciones judiciales es Moguer. Las instalaciones judiciales se sitúan en la calle San Francisco y constan de 2 juzgados de Primera Instancia e Instrucción, el Juzgado Decano, Servicio Común de Notificaciones y Embargos, Registro Civil, IML de Moguer, Fiscalía y 4 juzgados de Paz.

## Ámbito geográfico

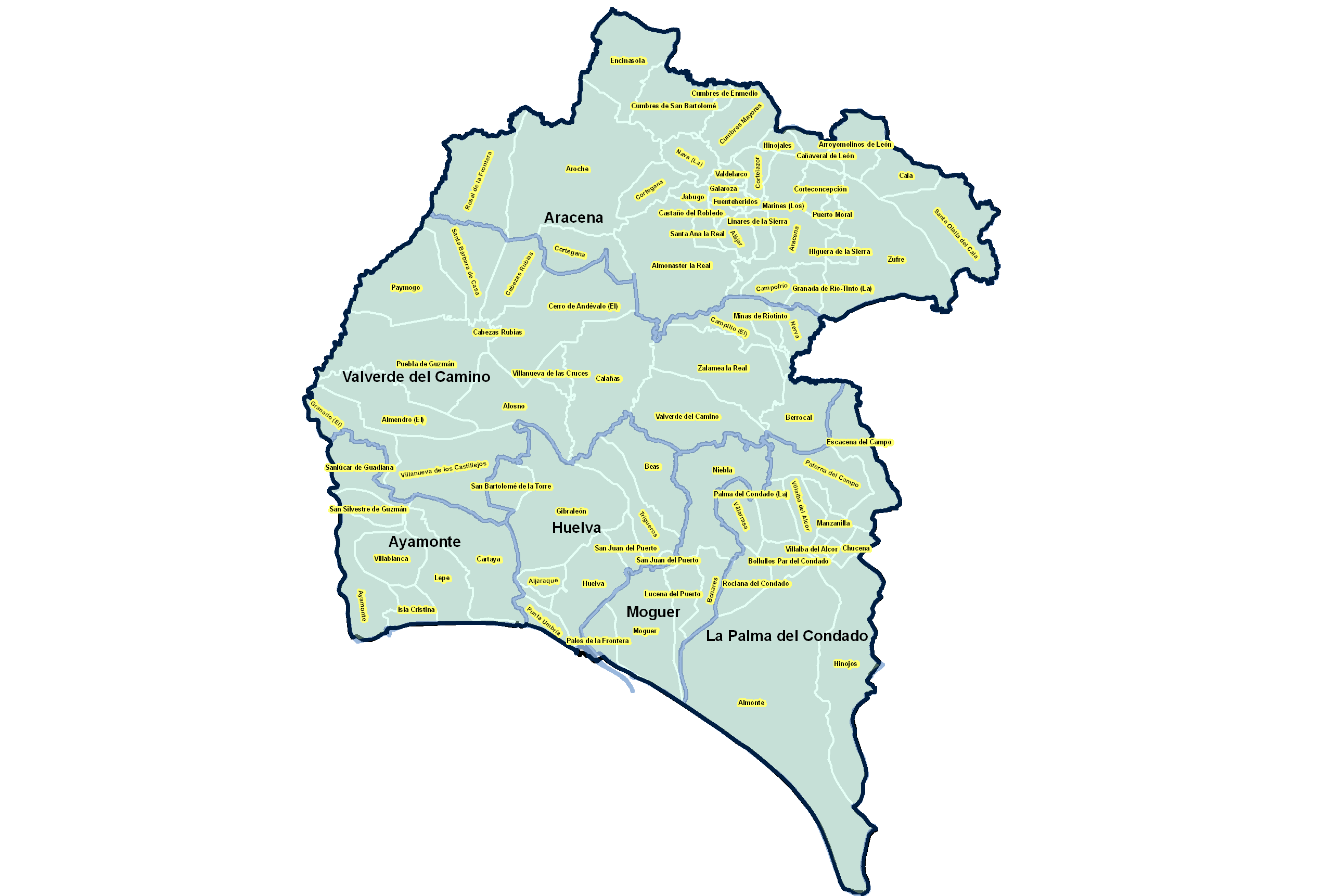
Partidos judiciales de la provincia de Huelva.

| Partido Judicial | Capital de partido | Municipios que comprende                                           |
| ---------------- | ------------------ | ------------------------------------------------------------------ |
| 6                | Moguer             | Bonares, Lucena del Puerto, Moguer, Niebla y Palos de la Frontera. |